# Tanrıkulu
Tanrıkulu ist ein türkischer männlicher Vorname und Familienname. Tanrıkulu bedeutet „Knecht Gottes“.

## Namensträger

### Familienname
- Ahmet Kenan Tanrıkulu (* 1958), türkischer Politiker (MHP)
- Azize Tanrıkulu (* 1986), türkische Taekwondoin
- Bahri Tanrıkulu (* 1980), türkischer Taekwondoin
- Cansu Tanrıkulu (* 1991), türkische Jazzsängerin
- Sezgin Tanrıkulu (* 1963), kurdischer Anwalt, Politiker und Menschenrechtler